# Motorola Milestone
Motorola Milestone, eller Motorola Droid, är en smartphone utvecklad av Motorola som använder Android som operativsystem. Telefonen finns i två versioner, Milestone är anpassad för den europeiska marknaden medan Droid är anpassad för den amerikanska. I USA säljs telefonen exklusivt av Verizon.